# 傑羅姆·鮑威爾
傑羅姆·海登·“杰伊”·鮑威爾（英語：Jerome Hayden "Jay" Powell，1953年2月4日—），美國律師、投資銀行家。現任聯邦準備理事會主席（第16任）。

## 生平
鮑威爾出身法政專業，取得普林斯頓大學政治學士及喬治城大學法律博士，曾執業律師，後成為華爾街銀行家、財政部金融次長、聯邦準備理事會委員。2012年，據傳他曾對第三輪量化寬鬆政策表示疑慮，但最終仍投票支持聯準會的舉措。2017年，總統川普提名鮑威爾接替隔年任滿的珍妮特·耶倫擔任聯準會主席。2018年1月23日，參議院通過了他的提名，2月5日宣誓就任。2021年，總統拜登提名鮑威爾在隔年任滿後連任聯準會主席，但其後因聯準會委員方面的提名問題導致程序延宕。2022年2月5日，代理聯準會主席職務。5月12日，參議院通過了他的連任提名，5月23日宣誓就任。
他的貨幣政策略偏向鴿派，但是2022年美國的通膨環境讓其作風稍微偏向鷹派。

## 个人生活
鲍威尔与妻子和三个孩子住在马里兰州蒙哥马利县。
鮑威爾是一位資深的共和黨員。

## 外部連結
- Statements and Speeches of Jerome H. Powell （页面存档备份，存于）